# Britská Amerika
Britská Amerika (anglicky British America) se skládala z koloniálních území Britského impéria v Severní Americe, Bermudách, Střední Americe, Karibiku a Guyaně v letech 1607 až 1783. Americké kolonie byly do roku 1776 formálně známy také jako Britská Amerika a Britská Západní Indie (anglicky British America and the British West Indies), kdy Třináct kolonií vyhlásilo nezávislost a následně jí vybojovalo v americké válce za nezávislost (1775–1783) jako nově utvořené Spojené státy americké. Ty britské kolonie, které zůstaly součástí Britského impéria po ukončení americké války za nezávislost, dostaly název Britská Severní Amerika.

Obchodní vlajka britských kolonií